# Eknaton
Amenhotep IV., Amenofis IV. ili Eknaton bio je egipatski faraon iz 18. dinastije. Došao je na vlast nakon smrti svoga oca Amenofisa III. u 14. st. pr. Kr., u trenutku kada je egipatsko kraljevstvo na vrhuncu snage i raskoši. Vladavina Eknatona se, zbog njegova sukoba s tebanskim svećenstvom, vjerske reforme te političkih poteza uzima kao posebno razdoblje unutar Novog kraljevstva.

## Životopis
Najvjerojatnije je ustoličen u egipatskoj prijestolnici Tebi. U trećoj godini vladavine započeo je vjersku reformu te je proglasio jedno božanstvo za cijeli Egipat i dao mu ime Aton. Sebe je smatrao Atonovim sinom. Zabranio je štovanje drugih bogova Egipta. Zatim je započeo izgradnju velikog hrama bogu Atonu u Karnaku. Zbog toga je ušao u veliki sukob sa svećenstvom drevne Tebe. Svoj nauk je o bogu Atonu izložio u himnu Atonu.
U šestoj godini kraljevanja, kako bi čvršće ujedinio Gornji i Donji Egipat pod novim bogom Atonom, gradi novu prijestolnicu i daje joj ime Aket-Aton (hrv. „horizont Atona” ili „mjesto svjetla Atona”).
Neki drevni povjesničari koji su se bavili egipatskom povješću kao npr. Hekatej iz Abdere, Strabon iz Amazeje i Kornelije Tacit su ga poistovjećivali sa Mojsijem.
Njegova žena bila je kraljica Nefertiti.

### Članci
- Odobašić, Božo. 2007. Himan Atonu. Amenofisa IV./Ehnaton (1353.-1336. pr. Kr.). Vrhbosnensia. Univerzitet u Sarajevu – Katolički bogoslovni fakultet. Sarajevo. 11 (1): 109–130